# Benoit Schillings
Benoît Schillings est un ingénieur belge, président de technologie de Trolltech et un des créateurs du système d'exploitation BeOS.
Benoît Schillings est un ingénieur logiciel belge. Il est un membre principal et vice-président de Yahoo. Il est connu pour être l'un des principaux développeurs du système d'exploitation Be (BeOS) et est un astronome amateur noté.
Benoît Schillings a commencé sa carrière chez Apple.
En Août 2011, Benoît a rejoint Facebook.
Le 3 décembre, 2012 Marissa Mayer a annoncé sur Twitter que Benoît Schillings rejoignait l'équipe mobile de Yahoo.